# Goran Šprem
Goran Šprem, hrvaški rokometaš, * 6. julij 1979, Dubrovnik.
Leta 2004 je na poletnih olimpijskih igrah v Atenah v sestavi hrvaške reprezentance osvojil zlato olimpijsko medaljo.